# Атлетика на Летњим параолимпијским играма 2016 — 100 метара за жене T38
Трка на 100 метара у класи 38 за жене, била је једна од 29 дисциплина атлетског програма на Летњим параолимпијским играма 2016. у Рио де Жанеиру, Бразил. Такмичење је одржано 8. септембра и 9. септембра на Олимпијском стадиону Жоао Авеланж.

## Земље учеснице
Учествовало је 14 такмичарки из 9 земаља.
1. Аустралија (1)
2. Бразил (1)
3. Јапан (1)
4. Кина (1)
5. Немачка (3)
6. Пољска (1)
7. Португалија (1)
8. Тунис (1)
9. Уједињено Краљевство (4)

## Рекорди пре почетка такмичења
(стање 8. септембра 2016.)
| Рекорди пре почетка Параолимпијских игара 2016.     | Рекорди пре почетка Параолимпијских игара 2016. | Рекорди пре почетка Параолимпијских игара 2016. | Рекорди пре почетка Параолимпијских игара 2016. | Рекорди пре почетка Параолимпијских игара 2016. | Рекорди пре почетка Параолимпијских игара 2016. |
| --------------------------------------------------- | ----------------------------------------------- | ----------------------------------------------- | ----------------------------------------------- | ----------------------------------------------- | ----------------------------------------------- |
| Светски рекорд                                      | '12,60                                          | Софи Хан                                        | Велика Британија                                | Доха, Катар                                     | 22. октобар 2015.                               |
| Параолимпијски рекорд                               | 13,43                                           | Ина Стрижак                                     | Украјина                                        | Пекинг, Кина                                    | 9. септембар 2008.                              |
| Рекорди после завршених Параолимпијских игара 2016. |                                                 |                                                 |                                                 |                                                 |                                                 |
| Параолимпијски рекорд                               | 12,62                                           | Софи Хан                                        | Велика Британија                                | Рио де Жанеиро, Бразил                          | 8. септембар 2016.                              |
| Параолимпијски рекорд                               | =12,62                                          | Софи Хан                                        | Велика Британија                                | Рио де Жанеиро, Бразил                          | 9. септембар 2016.                              |

## Сатница
| Датум              | Време | Ниво               |
| ------------------ | ----- | ------------------ |
| 8. септембар 2016. | 20:05 | Квалификације (Г1) |
| 8. септембар 2016. | 20:12 | Квалификације (Г2) |
| 9. септембар 2016. | 17:42 | Финале             |

Сва времена су по локалном времену (UTC+3)

## Освајачи медаља
|                                 |                            |                                    |
| Софи Хан · Уједињено Краљевство | Вероника Хиполито · Бразил | Кадина Кокс · Уједињено Краљевство |

## Резултати

#### Квалификације
Квалификације су одржане 8.9.2016. годину у 20:05 и 20:12. Такмичарке су биле подељене у две групе. У финале су се пласирале прве три такмичарке из сваке групе и 2 на основу резултата.,,
| Пласман | Група | Атлетичарка         | Земља                | Класа | ЛР    | ЛРС   | Резултат | Белешка    |
| ------- | ----- | ------------------- | -------------------- | ----- | ----- | ----- | -------- | ---------- |
| 1.      | 2     | Софи Хан            | Уједињено Краљевство | Т38   | 12,60 | 12,66 | 12,62    | КВ, ПР     |
| 2.      | 1     | Вероника Иполито    | Бразил               | Т38   | 13,07 | 13,07 | 12.84    | КВ, РР, ЛР |
| 3.      | 2     | Кадина Кокс         | Уједињено Краљевство | Т38   | 13,17 | 13,17 | 12,98    | КВ, ЛР     |
| 4.      | 2     | Ђуенфеј Чен         | Кина                 | Т38   | 12,97 | 13,19 | 13,03    | КВ, ЛРС    |
| 5.      | 1     | Линди Аве           | Немачка              | Т38   | 13,29 | 13,29 | 13,28    | КВ, ЛР     |
| 6.      | 1     | Ела Азура Парди     | Аустралија           | Т38   | 13,06 | 13,06 | 13,30    | КВ, РР     |
| 7.      | 1     | Оливија Брин        | Уједињено Краљевство | Т38   | 13,34 | 13,34 | 13.35    | кв         |
| 8.      | 2     | Џенифер Сантос      | Бразил               | Т38   | 13,73 | 13,73 | 13,62    | кв, ЛР     |
| 9.      | 2     | Ана Тренер-Вјерћиак | Пољска               | Т38   | 13,49 | 13,49 | 13,70    |            |
| 10.     | 1     | Соња Мансоур        | Турска               | Т38   | 13,95 | 14,29 | 14,30    |            |
| 11.     | 1     | Јука Такамацу       | Јапан                | Т38   | 14,55 | 14,55 | 14,33    | ЛР         |
| 12.     | 2     | Никол Николајцик    | Немачка              | Т38   | 14,73 | 14,73 | 14,49    | ЛР         |
| 13.     | 2     | Ванеса Браун        | Немачка              | Т38   | 14,72 | 14,72 | 14,59    | ЛР         |
| 14.     | 1     | Марија Фернандез    | Португалија          | Т38   | 14,76 | 14,76 | 14,65    | ЛР         |

### Финале
Такмичење је одржано 9.9.2016. годину у 17:42,,
| Пласман | Атлетичарка       | Земља                | Класа | Резултат | Белешка |
| ------- | ----------------- | -------------------- | ----- | -------- | ------- |
|         | Софи Хан          | Уједињено Краљевство | Т38   | 12,62    | =ПР     |
|         | Вероника Хиполито | Бразил               | Т38   | 12,88    |         |
|         | Кадина Кокс       | Уједињено Краљевство | Т38   | 13,01    |         |
| 4.      | Ђуенфеј Чен       | Кина                 | Т38   | 13,06    | ЛРС     |
| 5.      | Линди Аве         | Немачка              | Т38   | 13,20    | ЛР      |
| 6.      | Ела Азура Парди   | Аустралија           | Т38   | 13,22    | РР, ЛР  |
| 7.      | Оливија Брин      | Уједињено Краљевство | Т38   | 13,41    |         |
| 8.      | Женифер Сантос    | Бразил               | Т38   | 13,61    | ЛР      |